# Opération contre-espionnage
Pour plus de détails, voir Fiche technique et Distribution.
Opération contre-espionnage (Asso di picche - Operazione controspionaggio) est un film d'espionnage hispano-franco-italo-turc sorti en 1965, réalisé par Nick Nostro.

## Synopsis
L'agent secret As de pique est soudain chargé par l'I.S., une organisation de contre-espionnage au service d'intérêts difficilement identifiables, de découvrir par tous les moyens des hommes et des forces qui voudraient parvenir à la domination du monde par la destruction, opérée si nécessaire même avec l'arme atomique. La mission est difficile car les adversaires ne reculent devant aucune difficulté pour atteindre leur objectif. As de pique, cependant, même s'il est pratiquement seul, fait face à tous les dangers et résout avec brio les situations les plus dramatiques. Après avoir frôlé la mort à plusieurs reprises, As de pique découvre l'endroit où est cachée la centrale nucléaire et, en déclenchant une bombe à retardement, parvient à la détruire, déjouant les plans criminels de ceux qui l'avaient conçue.

## Fiche technique
- Titre français : Opération contre-espionnage ou As de pique, opération contre-espionnage[1]
- Titre original italien : Asso di picche - Operazione controspionaggio
- Réalisation : Nick Nostro
- Scénario : Alfonso Balcázar, Nick Nostro, Giovanni Simonelli (it), Simon O'Neill
- Musique : Franco Pisano
- Production : Cineproduzioni Associate, Prod. Cincas Balcazar, Les Film Copernic, Herman Film
- Photographie : Franco Delli Colli, Alfred Bludgeon, Jeffrey Maxwell
- Format d'image : 2,35:1
- Montage : Amedeo Giomini
- Durée : 107 min (Italie), 98 min (Espagne)
- Pays de production :  Italie,  Espagne,  Turquie,  France[1]
- Genre : film d'espionnage
- Dates de sortie :
  - Italie : 1965
  - France : 4 avril 1968 (inédit à Paris, distribué en province)[1]

## Distribution
- George Ardisson : George Moriston / As de pique
- Lena von Martens : Alina
- Hélène Chanel : Pat
- Joaquín Díaz : Oakes
- Corinne Fontaine : Claudie
- Emilio Messina : Frank
- Ricardo Rodríguez : Gussiè
- Umberto Raho : Van Bliss
- Thea Fleming : fille blonde